# Bruinkopinezia
De bruinkopinezia (Inezia subflava) is een zangvogel uit de familie Tyrannidae (tirannen).

## Verspreiding en leefgebied
Deze soort komt voor in het Amazonegebied en telt twee ondersoorten:
- I. s. obscura: zuidoostelijk Colombia, zuidwestelijk Venezuela en noordwestelijk Brazilië.
- I. s. subflava: van centraal Brazilië tot noordelijk Bolivia.

## Status
De grootte van de populatie is niet gekwantificeerd maar de soort wordt omschreven als vrij algemeen. Op de Rode lijst van de IUCN heeft deze soort de status niet bedreigd.